# Jakob Winteler
Jakob Winteler (Winteler-Marty) (* 4. November 1897 in Glarus; † 25. Oktober 1966 in Glarus) war ein Schweizer Historiker sowie Glarner Landesarchivar und Landesbibliothekar.

## Leben und Wirken
Nach seinem Schulbesuch in Glarus und Frauenfeld bis 1917 studierte Jakob Winteler Geschichte und Germanistik an den Universitäten Zürich und Leipzig und promovierte 1923 an der Universität Zürich. Von 1924 bis 1933 war er zunächst als Journalist tätig und arbeitete als Schriftleiter der "Neuen Glarner Zeitung". Von 1933 bis 1963 war er dann als Staatsarchivar und Vorstand als Leiter am Staatsarchiv Glarus tätig. Seit 1944 führte er außerdem die Landesbibliothek Glarus.
Von 1936 bis 1959 war Winteler außerdem Präsident des "Historischen Vereins des Kantons Glarus".
Winteler legte zahlreiche Arbeiten zur Geschichte des Kantons Glarus vor.

## Schriften
- Die Grafschaft Werdenberg und Herrschaft Wartau unter Glarus 1517–1798. Thomas & Hubert, Weida i. Thür, 1923 (Dissertation Universität Zürich).

- Aus der Geschichte der Familie Schindler von Mollis. Zwei Bände. Schindler-Stiftung, Zürich 1932/1936.
- (mit Ida Tschudi-Schueperlin): Wappenbuch des Landes Glarus. Baeschlin, Glarus 1937 (Faks.-Ausg. 1977).
- Die Schlacht bei Näfels, 9. April 1388, in der bildlichen Darstellung der Jahrhunderte. Tschudi, Glarus 1938.
- Das Landesarchiv Glarus, seine Geschichte, seine Einteilung und seine Organisation. Tschudi, Glarus 1942.
- Das Land Glarus. Chronik seiner Landschaft, Geschichte, Kultur und Wirtschaft. Baeschlin, Zürich 1945.
- Die Burgen und Schlösser des Kantons Glarus (= Die Burgen und Schlösser der Schweiz, Bd. 18). Birkhäuser, Zürich 1946.
- Die Kirchenbücher des Kantons Glarus (= Verzeichnis schweizerischer Kirchenbücher, H. 2). Siehl, Zürich 1946.
- Pfarrer Johannes Marti von Glarus 1655–1702. In: Jahrbuch des Historischen Vereins des Kantons Glarus, H. 52 (1946), S. 182–215.
- Glarus und der Sonderbund. Baeschlin, Glarus 1948.
- Geschichte der Glarner Landesbibliothek. Tschudi, Glarus 1949.
- Geschichte des Landes Glarus. Zwei Bände. Baeschlin, Glarus 1952/1954.
- Landschreiber Jakob Vogel von Glarus : ein Zeitbild aus der Gegenreformation. In: Zwingliana, Bd. 10 (1956), S. 267–297.
- Camerarius Johann Jakob Tschudi von Glarus als Basler Theologiestudent 1739/40. In: Basler Zeitschrift für Geschichte und Altertumskunde, Bd. 58/59 (1959), S. 289–306.
- Glarus, Geschichte eines ländlichen Hauptortes. 2. Aufl. Tschudi, Glarus 1961.